# Chiesa dei Santi Filippo e Giacomo Apostoli (Serramazzoni)

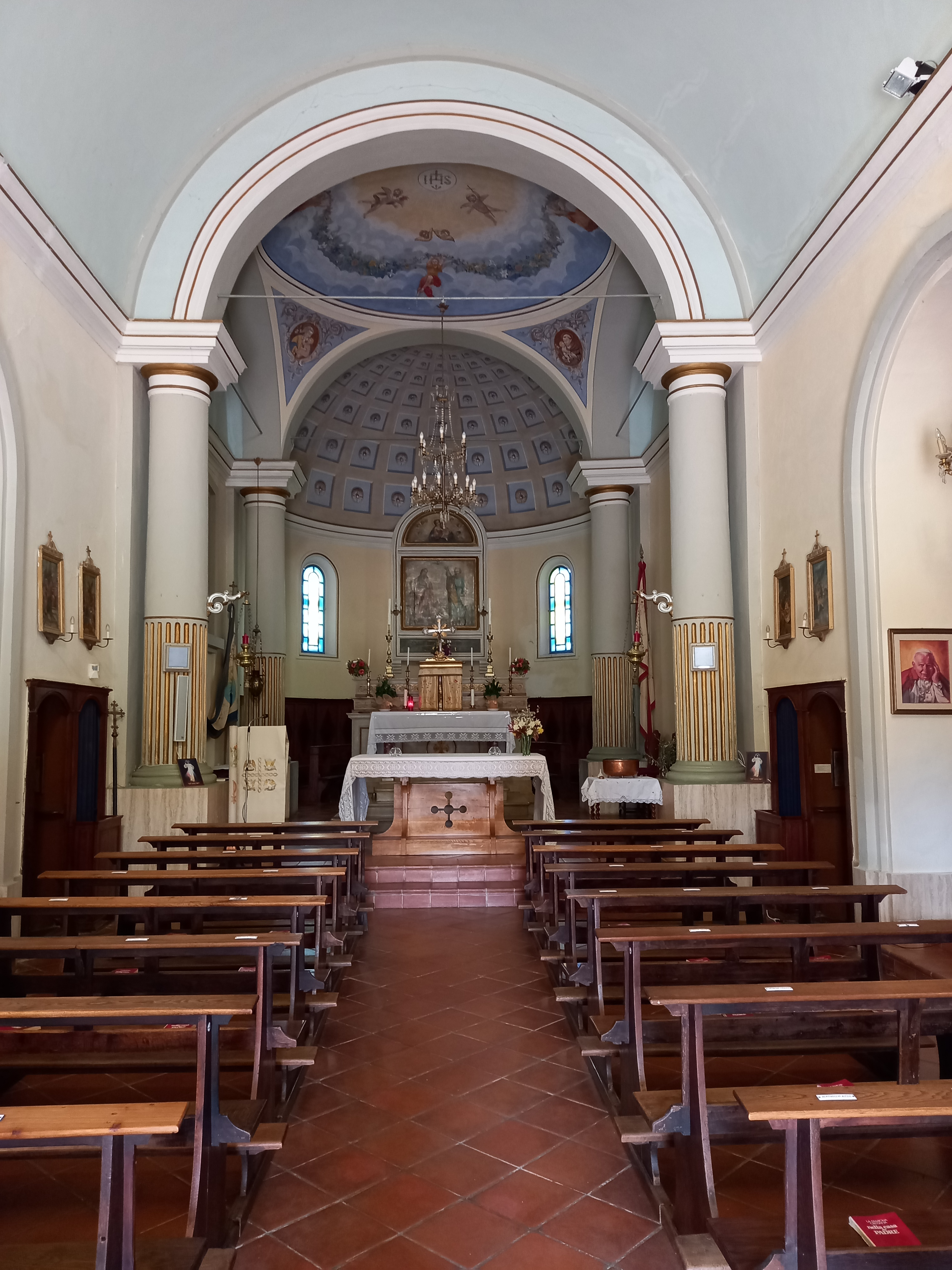
Interno della chiesa

La chiesa dei Santi Filippo e Giacomo Apostoli è la parrocchiale di Faeto, frazione del comune italiano di Serramazzoni, in provincia di Modena. Appartiene al vicariato di Serramazzoni nell'arcidiocesi di Modena-Nonantola. Il luogo di culto risale al XVI secolo.

## Storia
Il primo luogo di culto a Faeto, località vicina a Serramazzoni, venne eretto con dedicazione alla Vergine Maria e ai Santi Apostoli Filippo e Giacomo nel 1540. Si trattava di un piccolo oratorio non molto tempo dopo inadatto alle esigenze dei fedeli, anche perché ormai in cattivo stato. Perciò nel 1609 venne decisa la sua ricostruzione con un ampliamento delle dimensioni iniziali. Oltre un secolo più tardi, tra il 1744 e il 1750, venne eretta anche la torre campanaria e la stessa chiesa venne restaurata. Venne elevata a dignità di chiesa parrocchiale nel 1816 e dieci anni più tardi si prese la decisione di ricostruire ancora una volta questo luogo di culto sullo stesso sito del precedente. Il cantiere venne aperto quell'anno e chiuso nel 1930. La sagrestia fu edificata entro la metà del secolo e nel 1889 l'abside ebbe un nuovo coro. Mentre era in corso la prima guerra mondiale la chiesa venne ristrutturata e fu realizzato anche il nuovo campanile. All'inizio della seconda guerra mondiale vennero realizzati altri importanti interventi di restauro conservativo che riguardarono le coperture, le pavimentazioni, la nuova facciata e le decorazioni interne. Inoltre vennero costruite due nuove cappelle laterali. Gli ultimi interventi importanti sono stati realizzati negli anni sessanta e settanta del XX secolo.

## Descrizione

### Esterni
La chiesa si trova a Faeto, frazione a nord ovest di Serramazzoni, in provincia di Modena. La facciata neoclassica si presenta in mattoni di laterizio a vista, ingentilita da tre grandi archi profilati. All'interno di quello centrale il portale di accesso architravato è sormontato in asse dal rosone tondo. Ai due lati la facciata ha piccole ali di minori altezza e larghezza. La torre campanaria si alza in posizione arretrata sulla sinistra. La copertura del tetto a due falde è in coppi di laterizio.

### Interni
La navata interna è unica ed ampliata da quattro cappelle laterali. Il soffitto è con volta a botte. Il presbiterio, leggermente rialzato, è sviluppato in lunghezza anteriormente con l'altare maggiore e nella parte absidale con il coro. Il fonte battesimale è posto in una della cappelle a destra. L'adeguamento liturgico del presbiterio è stato realizzato tra il 1980 e il 1990 ed ha conservato l'altare originario in scagliola e cemento.